# 2018 en Ukraine
Chronologie de l'Ukraine
- 2014
- 2015
- 2016
- 2017
- 2018
- 2019
- 2020
- 2021
- 2022

Cette page concerne les évènements survenus en 2018 en Ukraine  :

## Évènement
- Guerre du Donbass (depuis 2014)
- 25 novembre : Incident du détroit de Kertch
- 15 octobre : Schisme orthodoxe, entre deux Églises orthodoxes autocéphales, le patriarcat œcuménique de Constantinople et celui de Moscou.
- 17 octobre : Tuerie du lycée technique de Kertch
- 11 novembre : 
  - Élections générales dans la république populaire de Donetsk
  - Élections générales dans la république populaire de Lougansk
- 26 novembre : Loi martiale en Ukraine (en)
- 17 décembre : Résolution 73/194 de l'Assemblée générale des Nations unies, sur la Crimée.

## Sport
- Championnat d'Ukraine de football de deuxième division 2017-2018
- Championnat d'Ukraine de football de deuxième division 2018-2019
- Championnat d'Ukraine de rugby à XV 2018
- Championnat d'Ukraine de football 2017-2018
- Championnat d'Ukraine de football 2018-2019
- Coupe d'Ukraine de football 2017-2018
- Coupe d'Ukraine de football 2018-2019
- Supercoupe d'Ukraine de football 2018
- Finale de la Ligue des champions de l'UEFA 2017-2018 à Kiev.
- Finale de la Ligue des champions féminine de l'UEFA 2017-2018 à Kiev.
- 9-25 février : Participation de l'Ukraine aux Jeux olympiques d'hiver en Corée du Sud.
- 9-18 mars : Participation de l'Ukraine aux Jeux paralympiques d'hiver (Corée du Sud)

## Culture
- Participation de l'Ukraine au Concours Eurovision de la chanson

### Sortie de film
- Donbass
- The Wild Fields
- Volcano
- Woman at War

## Création
- Base navale d'Azov
- Comic Con Ukraine (en)
- Hache démocratique (parti politique)
- KyivNotKiev (campagne du ministère des Affaires étrangères)
- Pont de Crimée (inauguration)

## Dissolution
- BIPA Odessa (en)
- FC Arsenal-Kyivshchyna Bila Tserkva (en)
- Syndicat autonome des travailleurs (en)

## Décès
- Oleg Aleksandrovitsj Graoezjis (uk), architecte.
- Myroslav Popovych, historien et philosophe, mort le 10 février
- Kateryna Handziuk, personnalité politique et militante anti-corruption soviétique.
- Leonid Kadeniouk, cosmonaute.
- Vasily Solomonko (uk), footballeur.
- Oles Terechtchenko (uk), acteur.
- Alexandre Zakhartchenko, premier ministre du Donetsk.